# أرني روبنسون
أرني روبنسون (بالإنجليزية: Arnie Robinson)‏ هو منافس ألعاب قوى أمريكي، ولد في 7 أبريل 1948 في سان دييغو في الولايات المتحدة.

## وصلات خارجية
- أرني روبنسون على موقع الاتحاد الدولي لألعاب القوى (الإنجليزية)
- أرني روبنسون على موقع الاتحاد الأمريكي لسباقات المضمار والميدان، قاعة المشاهير (الإنجليزية)
- أرني روبنسون على موقع اللجنة الأولمبية الدولية (الإنجليزية)
- أرني روبنسون على موقع أوليمبيديا (الإنجليزية)